# Lady in Gold
Lady in Gold — второй студийный альбом шведской рок-группы Blues Pills, выпущенный 5 августа 2016 года на Nuclear Blast Records. Он состоит из десяти треков, включая кавер на песню Тони Джо Уайта «Elements and Things» с альбома 1969 ...Continued.

## Продвижение и предварительные релизы
В конце 2015 года группа начала сочинять и готовиться к своему второму альбому и первому с новым барабанщиком Андре Квартстрёмом. В ноябре 2015 года Элин Ларссон разместила на странице группы в Facebook фото, на котором записывает вокал для второго альбома. Затем группа отправилась в двухмесячный тур по Европе с февраля по апрель 2016 года, прежде чем завершить работу над вторым альбомом.
22 апреля 2016 года Blues Pills объявили название альбома и сет-лист из десяти треков на своей странице в Facebook. Вокалистка и соавтор песен Элин Ларссон прокомментировала: «Золотая леди — персонаж, который символизирует смерть. Мы хотели изменить типичный стереотип смерти как мрачного жнеца. Поэтому вместо этого мы сделали её леди в золоте». Группа была счастлива сообщить, что Дон Алстерберг (Graveyard , Division of Laura Lee и Джерри Уильямс) снова взял на себя роль продюсера альбома.
Басист, один из основателей и главный автор песен Зак Андерсон так прокомментировал оформление альбома: «Дизайн разработан голландской художницей Марийке Когер-Данэм которая уже работала с нами над обложкой первого альбома. Мы очень гордимся тем, что у нас есть возможность снова поработать с таким легендарным художником, который даже работал с The Beatles, Cream и многими другими. Оригинальный дизайн был сделан ею 50 лет назад. Мы вместе работали над адаптацией цветов к настроению альбома. Надеюсь, нашим фанатам это понравится так же, как и нам.»

## Список композиций
Все песни сочинены и написаны Элин Ларссон, Дорианом Соррио, Заком Андерсоном Андре Квартстрёмом (кроме отмеченной). Авторы текстов — Зак Андерсон и Элин Ларссон, кроме 4 трека /I Felt a Change" Элин Ларссон
| №                   | Название                              | Длительность |
| ------------------- | ------------------------------------- | ------------ |
| 1.                  | «Lady in Gold»                        | 4:32         |
| 2.                  | «Little Boy Preacher»                 | 3:36         |
| 3.                  | «Burned Out»                          | 4:33         |
| 4.                  | «I Felt a Change»                     | 3:58         |
| 5.                  | «Gone So Long»                        | 4:17         |
| 6.                  | «Bad Talkers»                         | 3:11         |
| 7.                  | «You Gotta Try»                       | 3:39         |
| 8.                  | «Won't Go Back»                       | 3:56         |
| 9.                  | «Rejection»                           | 3:34         |
| 10.                 | «Elements and Things» (Тони Джо Уайт) | 4:47         |
| Общая длительность: | Общая длительность:                   | 40:08        |

## Участники записи
Blues Pills
- Элин Ларссон — вокал
- Дориан Соррио — гитара, акустическая гитара
- Зак Андерсон — бас-гитара
- Андре Квартстрём — ударные

Дополнительный персонал
- Тобиас Винтеркорн — меллотрон
- Рикард Нигрен — орган
- Пер Ларссон — фортепиано
- Карл Линдвалл, Элин Ларссон, Эллинор Свенссон, Софи Ли Йоханссон — хор (Voodoo Chor)
- Фрэнсис Ренкорет — вокальные аранжировки (на треках 1, 5 и 10)
- Дон Альстерберг — ксилофон

Производство
- Дон Альстерберг — продюсирование, запись, сведение
- Марийке Когер-Данэм — дизайн обложки
- Ханс Олссон Брукс — мастеринг
- Кирик Древински — дизайн логотипа, оформление, типографика
- Джон МакМертри — фотография

## Чарты
| Чарт (2016)                         | Высшая позиция |
| ----------------------------------- | -------------- |
| Австрия (Ö3 Austria)                | 12             |
| Бельгия/Фландрия (Ultratop)         | 27             |
| Бельгия/Валлония (Ultratop)         | 21             |
| Нидерланды (Album Top 100)          | 68             |
| Финляндия (Suomen virallinen lista) | 6              |
| French Albums (SNEP)                | 55             |
| Германия (Offizielle Top 100)       | 1              |
| Норвегия (VG-lista)                 | 36             |
| Португалия (AFP)                    | 48             |
| Шотландия (Scottish Albums Chart)   | 14             |
| Испания (PROMUSICAE)                | 99             |
| Швеция (Sverigetopplistan)          | 27             |
| Швейцария (Schweizer Hitparade)     | 2              |
| Великобритания (UK Albums Chart)    | 31             |

## Отзывы критиков
| Совокупная оценка | Совокупная оценка |
| Источник          | Оценка            |
| ----------------- | ----------------- |
| Metacritic        | 73/100            |
| Оценки критиков   |                   |
| Источник          | Оценка            |
| AllMusic          | [ 20 ]            |

Альбом получил в целом положительные отзывы.
Рецензент AllMusic Том Юрек в заключение заявляет: «(альбом) […] намного превосходит одноимённый дебют группы», и он «выполняет обещание того первого альбома, а затем некоторых.» Юрек называет написание песен «более сложным, разнообразным и уверенным.»